# Mateja Robnik
Mateja Robnik, slovenska alpska smučarka, 6. april 1987, Luče.
Mateja Robnik je v evropskem pokalu dosegla eno zmago in še tri uvrstitve na stopničke. V svetovnem pokalu je najboljšo uvrstitev dosegla v sezoni 2008/09 na veleslalomu v Aspnu, ko je osvojila enajsto mesto.
Tudi njena sestra Tina je alpska smučarka.